# 佐咲紗花
佐咲 紗花（ささき さやか、1982年6月19日 - ）は、日本の女性歌手。秋田県秋田市出身。血液型はO型。本名:佐々木 紗香（旧姓名。読み同じ）。愛称はさや姉。

## 来歴
高校時代にはオーディションを3つ受け、全て最終選考まで残った経験がある。17歳の頃にはavex dream 2000最終選考（グランプリは松室麻衣、長谷部優、橘佳奈、準グランプリは倖田來未、他の最終選考進出者には藤本美貴など）進出。さらに19歳の頃にはASAYANの超歌姫オーディション（第5次審査脱落者に加藤ミリヤ）にて最終審査の3名に残った。
その後、2009年にアニマックス主催の第3回全日本アニソングランプリ（応募総数6570組）で優勝し、2010年1月にテレビアニメ『戦う司書 The Book of Bantorra』後期オープニングテーマ「星彩のRipieno」で歌手デビュー。
2011年11月23日に自身初となるアルバム『sympathetic world』をリリース。アルバムリリースを機に同じく自身初となる東名阪でのツアーを2012年1月に大阪と名古屋、2月に東京と秋田（追加公演ファイナル）で開催した。
2017年11月に俳優・スーツアクターの和田三四郎と結婚。
2021年10月8日開幕のミュージカル『悪ノ娘』（東京・草月ホール）で、9月18日の配信ライブ中に硬膜外血腫で倒れた黒崎真音の代役としてエルルカ役を演じる。
2022年3月31日契約満了につき所属事務所のHIGHWAY STARを退所。

## 人物
全日本アニソングランプリには佐々木紗花として出場したが、これも芸名であり、本名は「佐々木紗香」であると本人がブログで言及している。
オタクであることを公言しているアニメファンで、「アニソンシンガーになりたくてオーディションを受け、この業界に入った」と発言しているほど、アニメとアニソンが大好き。夢が叶った現在もアニメファンは継続中で、自身が観ているアニメについて語ることもある。また、好きなアーティストとして栗林みな実を挙げている。また石田彰のファンである。
第3回全日本アニソングランプリのファイナリストで元アイドルの瀬口かなと親交があり、「さや姉」「らみたん」と呼び合う仲である。

## ディスコグラフィ

### シングル
|        | 発売日         | タイトル                | 規格品番   | 規格品番   | オリコン 最高位 |
| CD+DVD | 発売日         | タイトル                | CD         |            | オリコン 最高位 |
| ------ | -------------- | ----------------------- | ---------- | ---------- | --------------- |
| 1st    | 2010年1月27日  | 星彩のRipieno           |            | LHCM-1072  | 97位            |
| 2nd    | 2010年6月23日  | Lucky☆Racer／Real Star☆ | LACM-4730  | 112位      |                 |
| 3rd    | 2011年2月23日  | fly away t.p.s          | LACM-4762  | 116位      |                 |
| 4th    | 2011年5月25日  | Zzz                     | LACM-4809  | 19位       |                 |
| 5th    | 2011年10月26日 | Starting Again          | LACM-4870  | 89位       |                 |
| 6th    | 2012年7月25日  | Reason why XXX          | LACM-4951  | 45位       |                 |
| 7th    | 2013年1月23日  | Break your world        | LACM-34056 | LACM-14056 | 36位            |
| 8th    | 2014年4月23日  | Junction heart          | LACM-34219 | LACM-14219 | 65位            |
| 9th    | 2014年10月29日 | CHIASTOLITE             | LACM-14276 | LACM-14277 | 77位            |
| 10th   | 2015年5月27日  | DREAMLESS DIVER         |            | LACM-14345 | 184位           |
| 11th   | 2016年1月27日  | WASTELANDERS            | LACM-14445 | 78位       |                 |
| 12th   | 2016年4月27日  | FEEL×ALIVE              | LACM-14472 | LACM-14473 | 46位            |
| 13th   | 2017年4月26日  | ID-0                    | LACM-14593 | LACM-14594 | 95位            |
| 14th   | 2017年12月6日  | Grand symphony          |            | LACM-14694 | 21位            |
| 15th   | 2018年10月24日 | SCARLET MASTER          | LACM-14804 | 120位      |                 |
| ※      | 2018年12月26日 | Still a long way to go  | LACM-14819 | 38位       |                 |
| 16th   | 2019年8月28日  | ヒトツボシ              | LACM-14924 | 83位       |                 |
| 17th   | 2021年2月3日   | -標-                    | LACM-24078 | 85位       |                 |
| 18th   | 2022年11月9日  | Never the Fever!!       | LACM-24306 |            |                 |

### アルバム
|        | 発売日         | タイトル                | 規格品番   | 規格品番     | オリコン 最高位 |
| CD+DVD | 発売日         | タイトル                | CD         |              | オリコン 最高位 |
| ------ | -------------- | ----------------------- | ---------- | ------------ | --------------- |
| 1st    | 2011年11月23日 | sympathetic world       |            | LACA-15174   | 105位           |
| 2nd    | 2013年5月15日  | Daybreaker              | LACA-35291 | LACA-15291   | 39位            |
| カバー | 2015年3月25日  | SAYAKAVER.              |            | LACM-15484   | 129位           |
| 3rd    | 2015年11月11日 | Atlantico Blue          | LACA-35520 | LACA-15520   | 97位            |
| ライブ | 2016年2月13日  | SAYAKAVER.LIVE 01 CD    |            | LZM-2129     |                 |
| 4th    | 2017年3月29日  | Fated Crown             | LACA-35644 | LACA-15644   | 111位           |
| カバー | 2020年1月29日  | SAYAKAVER.2             |            | LACA-15813   | 138位           |
| ベスト | 2020年11月11日 | SAYABEST 2010-2020      |            | LACA-9793～5 | 89位            |
| カバー | 2022年3月23日  | SAYAKAVER. ～triangle～ |            | LACA-15920   |                 |

### タイアップ曲
| 楽曲                               | タイアップ                                                                                  | 時期   |
| ---------------------------------- | ------------------------------------------------------------------------------------------- | ------ |
| 星彩のRipieno                      | テレビアニメ『戦う司書 The Book of Bantorra』後期オープニングテーマ                         | 2010年 |
| universal sky                      | PCゲーム『uni.』グランドエンディングテーマ                                                  | 2010年 |
| Heaven's gate                      | PCゲーム『なないろ航路』挿入歌                                                              | 2010年 |
| Lucky☆Racer                        | バラエティ番組『らっきー☆れーさー』オープニングテーマ                                       | 2010年 |
| Real Star☆                         | バラエティ番組『らっきー☆れーさー』エンディングテーマ                                       | 2010年 |
| fly away t.p.s                     | PCゲーム・OVA『T.P.さくら 〜タイムパラディンさくら〜』オープニングテーマ                    | 2011年 |
| snow ring                          | ニコニコ生放送『電波研究社』2011年1月度エンディングテーマ                                   | 2011年 |
| Zzz                                | テレビアニメ『日常』エンディングテーマ                                                      | 2011年 |
| Starting Again                     | テレビアニメ『カードファイト!! ヴァンガード』エンディングテーマ                             | 2011年 |
| Shooting the future                | PCゲーム『ワルキューレロマンツェ ～少女騎士物語～』挿入歌                                   | 2011年 |
| Mind Squall                        | PCゲーム『ワルキューレロマンツェ ～少女騎士物語～』挿入歌                                   | 2011年 |
| Rainbow happiness!                 | PSPゲーム『Gift -prism-』オープニングテーマ                                                 | 2012年 |
| ワールドエンド                     | PCゲーム『グリザイアの迷宮 -LE LABYRINTHE DE LA GRISAIA-』オープニングテーマ                | 2012年 |
| BLAZE MOMENT ～紅蓮浄華～          | PCゲーム『紅蓮華 -ぐれんか-』オープニングテーマ                                             | 2012年 |
| 泣き虫Baby・弱虫Baby               | PCゲーム『月に寄りそう乙女の作法』エンディングテーマ                                        | 2012年 |
| 追憶のスカーレット                 | PCゲーム『RE:LOADED CARMINE』エンディングテーマ                                             | 2012年 |
| Fortune love                       | PS3ゲーム『たっち、しよっ！ ～Love Application～』オープニングテーマ                        | 2012年 |
| Reason why XXX                     | テレビアニメ『だから僕は、Hができない。』オープニングテーマ                                 | 2012年 |
| Break your world                   | テレビアニメ『閃乱カグラ』オープニングテーマ                                                | 2013年 |
| Eternal Wish                       | PCゲーム『木洩れ陽のノスタルジーカ -Raggio di sole nostalgico-』オープニングテーマ          | 2013年 |
| Ceremony                           | PCゲーム『グリザイアの楽園 -LE EDEN DE LA GRISAIA-』エンディングテーマ                      | 2013年 |
| 恋吹雪.花吹雪                      | PCゲーム『乙女理論とその周辺 -Ecole de Paris-』エンディングテーマ                           | 2013年 |
| マリンブルーに沿って               | PCゲーム『ちいさな彼女の小夜曲』オープニングテーマ                                          | 2013年 |
| キスのひとつで                     | PCゲーム『ちいさな彼女の小夜曲』エンディングテーマ                                          | 2013年 |
| 絶対☆強気主義！                    | PCゲーム『つよきすNEXT』オープニングテーマ                                                  | 2013年 |
| Junction heart                     | テレビアニメ『ブレイクブレイド』オープニングテーマ                                          | 2014年 |
| CHIASTOLITE                        | テレビアニメ『牙狼〈GARO〉 -炎の刻印-』エンディングテーマ                                   | 2014年 |
| NEO-DIMENSION                      | ゲーム『BREAK雀BURST』主題歌                                                                | 2014年 |
| ソラハナ                           | PCゲーム『空飛ぶ羊と真夏の花 -When girls wish upon a star.-』オープニングテーマ             | 2014年 |
| 恋さくミライ                       | PCゲーム『恋がさくころ桜どき』オープニングテーマ                                            | 2014年 |
| Distance                           | PCゲーム『恋がさくころ桜どき』グランドオープニングテーマ                                    | 2014年 |
| キミの街へ☆彡                      | PCゲーム『星織ユメミライ』真里花イメージソング                                              | 2014年 |
| あいのうた                         | PCゲーム『星織ユメミライ』真里花エンディングテーマ                                          | 2014年 |
| Moon night Destiny                 | PCゲーム『月に寄りそう乙女の作法2』エンディングテーマ                                       | 2014年 |
| DREAMLESS DIVER                    | テレビアニメ『バトルスピリッツ 烈火魂』エンディングテーマ                                   | 2015年 |
| 4 Seasons                          | PCゲーム『ハルキス』イメージソング                                                          | 2015年 |
| fly away                           | PCゲーム『あやかしコントラクト』エンディングテーマ                                          | 2015年 |
| あなたとPrecious Days              | PCゲーム『QUINTUPLE☆SPLASH』エンディングテーマ                                              | 2015年 |
| WASTELANDERS                       | テレビアニメ『少女たちは荒野を目指す』オープニングテーマ                                    | 2016年 |
| FEEL×ALIVE                         | テレビアニメ『ばくおん!!』オープニングテーマ                                                | 2016年 |
| Twinkle Starlight                  | ネット配信アニメ『Planetarian 〜ちいさなほしのゆめ〜』エンディングテーマ                    | 2016年 |
| Duality                            | PS4ゲーム『クロバラノワルキューレ』オープニングテーマ                                       | 2016年 |
| Reworld                            | PS4ゲーム『クロバラノワルキューレ』エンディングテーマ                                       | 2016年 |
| One Kiss One Love                  | PCゲーム『リプキス』オープニングテーマ                                                      | 2016年 |
| Small sin to the love              | PCゲーム『罪恋×2/3』オープニングテーマ                                                      | 2016年 |
| 雪の音色                           | PCゲーム『銀色、遥か』雪月イメージソング                                                    | 2016年 |
| Sweet Wish                         | PCゲーム『銀色、遥か』雪月エンディングテーマ                                                | 2016年 |
| clearest sky                       | PCゲーム『ままはは』オープニングテーマ                                                      | 2016年 |
| Heart beat                         | PCゲーム『スキとスキとでサンカク恋愛』オープニングテーマ                                    | 2016年 |
| Missing -约定的季节                | PCゲーム『且听琴语 Grobal Remix』2ndオープニングテーマ                                      | 2016年 |
| ID-0                               | テレビアニメ『ID-0』オープニングテーマ                                                      | 2017年 |
| Grand symphony                     | OVA『ガールズ&パンツァー 最終章』第1 - 3話主題歌                                            | 2017年 |
| 天翔ケル蝋ノ翼、狂イ哭キテ焔ニ堕ツ | PCゲーム『シルヴァリオ トリニティ』オープニングテーマ                                       | 2017年 |
| 未来永劫                           | PCゲーム『月に寄りそう乙女の作法2.1 E×S×PAR!!』パル子イメージソング                         | 2017年 |
| infinite knots                     | PCゲーム『天結いキャッスルマイスター』オープニングテーマ                                    | 2017年 |
| Exceed the Destiny                 | PCゲーム『超昂神騎エクシール』オープニングテーマ                                            | 2017年 |
| Golden Mission                     | PCゲーム『金色ラブリッチェ』オープニングテーマ                                              | 2017年 |
| SCARLET MASTER                     | テレビアニメ『閃乱カグラ SHINOVI MASTER -東京妖魔篇-』オープニングテーマ                    | 2018年 |
| True Memories Symphony             | PCゲーム『フルウソ -Complete Four Seasons-』オープニングテーマ                              | 2018年 |
| ヒトツボシ                         | 特撮テレビドラマ 『ウルトラマンタイガ』エンディングテーマ                                   | 2019年 |
| Go future                          | イベント「ウルトラヒーローズ EXPO THE LIVE」テーマソング                                    | 2019年 |
| 竜を継ぐもの                       | アプリゲーム『東京放課後サモナーズ』第1部テーマソング                                       | 2019年 |
| さくら、Reincarnation              | PCゲーム『さくら、もゆ。 -as the Night's, Reincarnation-』オープニングテーマ                | 2019年 |
| 夢と色でできている                 | PCゲーム『夢と色でできている』オープニングテーマ                                            | 2019年 |
| 愛月撤灯                           | PCゲーム『黄昏のフォルクローレ』エンディングテーマ                                          | 2019年 |
| イノセント・プリンセス             | PCゲーム『若葉色のカルテット』オープニングテーマ                                            | 2019年 |
| My Dearest                         | PS4・Switchゲーム『ネコぱら Vol.3 ネコたちのアロマティゼ』オープニングテーマ                | 2019年 |
| 星海の境界線                       | PS Vitaゲーム『シルヴァリオ トリニティ -Beyond the Horizon-』オープニングテーマ             | 2019年 |
| メッセージ                         | PCゲーム『かけぬけ★青春スパーキング!』グランドエンディングテーマ                            | 2020年 |
| Forever With You                   | PCゲーム『まいてつ Last Run!!』ふかみ凪エンディングテーマ                                   | 2020年 |
| 恋愛×勝負                          | PCゲーム『恋愛×ロワイアル』オープニングテーマ                                               | 2020年 |
| Love's Oracle                      | PCゲーム『保健室のセンセーとシャボン玉中毒の助手』オープニングテーマ                        | 2020年 |
| -標-                               | テレビアニメ『怪物事変』エンディングテーマ                                                  | 2021年 |
| Hounds of Love                     | PCゲーム『我が姫君に栄冠を』エンディングテーマ                                              | 2021年 |
| Innocent knots                     | PCゲーム『天結いラビリンスマイスター』オープニングテーマ                                    | 2021年 |
| 奇跡なんか、いらない。             | PCゲーム『創作彼女の恋愛公式』オープニングテーマ                                            | 2021年 |
| Love's Oracle                      | PCゲーム『保健室のセンセーとゴスロリの校医』オープニングテーマ                              | 2022年 |
| Never the Fever!!                  | テレビアニメ『不徳のギルド』オープニングテーマ                                              | 2022年 |
| Will of Adamant                    | PCゲーム『ジュエリー・ハーツ・アカデミア -We will wing wonder world-』2ndオープニングテーマ | 2022年 |
| Shangri-La...                      | PCゲーム『遥かなるニライカナイ』オープニングテーマ                                          | 2024年 |
| Unravel Sky                        | PCゲーム『Unravel Sky』オープニングテーマ                                                   | 2024年 |
| Various Sky                        | PCゲーム『Unravel Sky』グランドエンディングテーマ                                           | 2024年 |
| Riot crimson                       | PCゲーム『百千の定にかわたれし剋』オープニングテーマ                                        | 2024年 |
| ファムファタル                     | PCゲーム『悠刻のファムファタル』オープニングテーマ                                          | 2024年 |

### 参加作品
| 発売日   | 商品名                                                         | 歌 | 楽曲 | 備考                                                                           |
| 2010年   | 2010年                                                         | 2010年 | 2010年 | 2010年                                                                         |
| -------- | -------------------------------------------------------------- | --- | --- | ------------------------------------------------------------------------------ |
| 10月27日 | なないろ航路 ボーカルミニアルバム「海と青空と歌声と」          | 佐咲紗花 | 「Heaven's gate」 | ゲーム『なないろ航路』挿入歌                                                   |
| 10月27日 | uni. ボーカルミニアルバム 愛情歌曲                             | 佐咲紗花 | 「universal sky」 | ゲーム『uni.』グランドEDテーマ                                                 |
| 12月8日  | ジンキ・エクステンド〜リレイション〜                           | 佐咲紗花 | 「君と奏でるストーリー」 | ドラマCD『ジンキ・エクステンド〜リレイション〜』主題歌                         |
| 2011年   |                                                                | | |                                                                                |
| 10月5日  | 「日常」の合唱曲                                               | 佐咲紗花 | 「翼をください」 「マイ バラード」 「グリーングリーン」 「あの素晴らしい愛をもう一度」 「仰げば尊し」 「勇気一つを友にして」 | テレビアニメ『日常』エンディングテーマ                                         |
| 2012年   |                                                                | | |                                                                                |
| 2月23日  | PS3「たっち、しよっ! -Love Application-」 ボーカルコレクション | 佐咲紗花 | 「Fortune love」 | ゲーム『たっち、しよっ! 〜Love Application〜』オープニングテーマ               |
| 3月7日   | PCゲーム「グリザイアの迷宮」サウンドトラック&主題歌集          | 佐咲紗花 | 「ワールドエンド」 | ゲーム『グリザイアの迷宮』オープニングテーマ                                   |
| 3月21日  | OVA 日常の0話                                                  | 佐咲紗花 | 日常0話エンディングテーマ | OVA『日常0話』エンディングテーマ                                               |
| 4月27日  | ヒャダインのカカカタ☆カタオモイ-C                              | ヒャダイン、佐咲紗花 | 「Choose me feat. 佐咲紗花」                                                                                                 |                                                                                |
| 4月28日  | Life-size                                                      | さやけん（佐咲紗花+原田謙太） | 「Life-size」 | ランティス公式ラジオ『Run LAN Radio!』テーマ曲                                 |
| 5月21日  | MUSIC FACTORY                                                  | COMMUNE☆※ゲストボーカルとして参加 | 「エンジェル」 |                                                                                |
| 6月6日   | From new world                                                 | LR harmony（佐咲紗花、橋本みゆき、飛蘭、美郷あき、yozuca*、rino）                                                                             | 「From new world」 | TYPE-MOON Fes.公式テーマソング                                                 |
| 6月6日   | From new world                                                 | LR harmony（佐咲紗花、橋本みゆき、飛蘭、美郷あき、yozuca*、rino）                                                                             | 「THIS ILLUSION -10th moon harmony」                                                                                         |                                                                                |
| 8月24日  | 紅蓮華 音楽全集                                                | 佐咲紗花 | 「BLAZE MOMENT〜紅蓮浄歌〜」                                                                                                 | PCゲーム『紅蓮華』オープニングテーマ                                           |
| 12月28日 | GWAVE 2012 1st Memories                                        | 佐咲紗花 | 「BLAZE MOMENT〜紅蓮浄歌〜」                                                                                                 | PCゲーム『紅蓮華』オープニングテーマ                                           |
| 12月28日 | GWAVE 2012 1st Memories                                        | 佐咲紗花 | 「ワールドエンド」 | PCゲーム『グリザイアの迷宮』オープニングテーマ                                 |
| 12月26日 | ガールズ&パンツァー オリジナルサウンドトラック                 | 佐咲紗花 | 「あんこう音頭」 | テレビアニメ『ガールズ&パンツァー』挿入歌                                      |
| 12月28日 | 月に寄りそう乙女の作法 COMPLETE SOUNDTRACK                     | 佐咲紗花 | 「泣き虫Baby・弱虫Baby」 | PCゲーム『月に寄りそう乙女の作法』エンディングテーマ                           |
| 12月31日 | Crimson rêve / 追憶のスカーレット                              | 佐咲紗花 | 「追憶のスカーレット」 | PCゲーム『RE:LOADED CARMINE』エンディングテーマ                                |
| 2013年   |                                                                | | |                                                                                |
| 3月6日   | スタンドアップ! ザ・ベストソング!!                             | 佐咲紗花 | 「Starting Again」 | テレビアニメ『カードファイト!! ヴァンガード』エンディングテーマ                |
| 5月1日   | 宇宙戦艦ヤマト                                                 | Project Yamato 2199 | 「宇宙戦艦ヤマト」 | テレビアニメ『宇宙戦艦ヤマト2199』オープニングテーマ                           |
| 5月22日  | 「グリザイアの楽園」サウンドトラック&主題歌集                  | 佐咲紗花 | 「Ceremony」 | PCゲーム『グリザイアの楽園』エンディングテーマ                                 |
| 9月20日  | TVアニメ「ガールズ&パンツァー」あんこう音頭 大洗盆踊りver.     | 佐咲紗花 | 「あんこう音頭 大洗盆踊りver.」                                                                                              | テレビアニメ『ガールズ&パンツァー』                                            |
| 10月25日 | マリンブルーに沿って                                           | 佐咲紗花 | 「マリンブルーに沿って」 | PCゲーム『ちいさな彼女の小夜曲』オープニングテーマ                             |
| 10月25日 | マリンブルーに沿って                                           | 佐咲紗花 | 「キスのひとつで」 | PCゲーム『ちいさな彼女の小夜曲』エンディングテーマ                             |
| 12月29日 | 乙女理論とその周辺-Ecole de Paris- COMPLETE SOUNDTRACK         | 佐咲紗花 | 「恋吹雪.花吹雪」 | PCゲーム『乙女理論とその周辺 -Ecole de Paris-』エンディングテーマ              |
| 2014年   |                                                                | | |                                                                                |
| 4月25日  | ARIELWAVE VOCAL COLLECTION                                     | 佐咲紗花 | 「絶対☆強気主義」 | PCゲーム『つよきすNEXT』オープニングテーマ                                     |
| 7月23日  | ZERO/Endless NOVA performed by AG7                             | AG7（喜多修平/HIMEKA/佐咲紗花/河野マリナ/鈴木このみ/岡本菜摘/小林竜之）名義                                                                   | 「Endless NOVA」 | テレビアニメ『最強銀河 究極ゼロ 〜バトルスピリッツ〜』エンディングテーマ       |
| 8月15日  | 恋がさくころ桜どき ORIGINAL SOUNDTRACK                         | 佐咲紗花 | 「Distance」 | PCゲーム『恋がさくころ桜どき』グランドオープニングテーマ                       |
| 8月15日  | 恋がさくころ桜どき ORIGINAL SOUNDTRACK                         | 佐咲紗花 | 「恋さくミライ」 | PCゲーム『恋がさくころ桜どき』オープニングテーマ                               |
| 8月27日  | 空飛ぶ羊と真夏の花 COMPLETE SOUNDTRACK                         | 佐咲紗花 | 「ソラハナ」 | PCゲーム『空飛ぶ羊と真夏の花』オープニングテーマ                               |
| 8月29日  | 星織ユメミライ Vocal Collection                                | 佐咲紗花 | 「キミの街へ☆彡」 | PCゲーム『星織ユメミライ』篠崎真里花イメージソング                             |
| 8月29日  | 星織ユメミライ Vocal Collection                                | 佐咲紗花 | 「あいのうた」 | PCゲーム『星織ユメミライ』篠崎真里花エンディングテーマ                         |
| 12月26日 | GWAVE 2014 1st Favorite                                        | 佐咲紗花 | 「恋さくミライ」 | PCゲーム『恋がさくころ桜どき』オープニングテーマ                               |
| 2015年   |                                                                | | |                                                                                |
| 3月27日  | 月に寄りそう乙女の作法2 COMPLETE SOUNDTRACK                    | 佐咲紗花 | 「Moon night Destiny」 | PCゲーム『月に寄りそう乙女の作法2』エンディングテーマ                          |
| 11月25日 | 花紋                                                           | 佐咲紗花 with 三狐神囃子 | 「花紋」 | テレビアニメ『牙狼 -紅蓮ノ月-』エンディングテーマ                              |
| 11月25日 | 花紋                                                           | 佐咲紗花 with 三狐神囃子 | 「PARADICE BABY KISS」 |                                                                                |
| 12月25日 | 「QUINTUPLE☆SPLASH」キャラクターソング&サウンドアルバム        | solfa feat.佐咲紗花 | 「あなたとPrecious Days」 | PCゲーム『QUINTUPLE☆SPLASH』守谷亜美エンディングテーマ                         |
| 2016年   |                                                                | | |                                                                                |
| 2月24日  | 花蓮                                                           | 三狐神囃子 | 「花蓮」 | テレビアニメ『牙狼 -紅蓮ノ月-』後期エンディングテーマ                          |
| 2月24日  | 花蓮                                                           | 三狐神囃子 | 「イナリズム」 |                                                                                |
| 3月16日  | 音楽道、はじめました!                                          | 佐咲紗花 | 「High-Flying Future!!」 | CR『ガールズ&パンツァー』挿入歌                                                |
| 3月16日  | 音楽道、はじめました!                                          | ChouCho & 佐咲紗花 | 「希望の絆」 | テレビアニメ『ガールズ&パンツァー』関連曲                                      |
| 3月25日  | リプキス オリジナルサウンドトラック「Soft Kiss」               | 佐咲紗花 | 「One Kiss One Love」 | PCゲーム『リプキス』 主題歌                                                    |
| 7月27日  | Twinkle Starlight／Worlds Pain                                 | 佐咲紗花 | 「Twinkle Starlight」 | Webアニメ『Planetarian 〜ちいさなほしのゆめ〜』エンディングテーマ              |
| 2018年   |                                                                | | |                                                                                |
| 1月24日  | WitchMaster Sound Collection                                   | 佐咲紗花 | 「Lily of Angels」 | CR『ウィッチマスター』搭載曲                                                   |
| 2019年   |                                                                | | |                                                                                |
| 1月30日  | Circle-Lets Friends!                                           | 橋本みゆき、佐咲紗花、美郷あき、CooRie、yozuca*、Minami                                                                                       | 「Circle-Lets Friends!」 | テレビアニメ『サークレット・プリンセス』エンディングテーマ                     |
| 1月30日  | Circle-Lets Friends!                                           | 佐咲紗花 | 「Circle-Lets Friends! -Sayaka Sasaki Ver.-」                                                                                | テレビアニメ『サークレット・プリンセス』関連曲                                 |
| 2021年   |                                                                | | |                                                                                |
| 4月24日  | シルヴァリオサーガ                                             | 佐咲紗花 | 「星海の境界線」 | PlayStation®Vita用ソフト『シルヴァリオ トリニティ -Beyond the Horizon-』主題歌 |
| 2023年   |                                                                | | |                                                                                |
| 2月15日  | 逆境☆不惑☆フラクション/レッツゴー・マイ・ハウス!!!             | 橋本みゆき、榊原ゆい、Rita with AiRI、Ayumi.、片霧烈火、川村ゆみ、佐咲紗花、Duca、中恵光城、のみこ、美郷あき、yozuca*、rino、riya（eufonius） | 「逆境☆不惑☆フラクション」                                                                                                   | テレビアニメ『犬になったら好きな人に拾われた。』オープニングテーマ             |
| 2月15日  | 逆境☆不惑☆フラクション/レッツゴー・マイ・ハウス!!!             | 橋本みゆき with チーム犬（Ayumi.、川村ゆみ、佐咲紗花、美郷あき） ver.                                                                         | 「逆境☆不惑☆フラクション」                                                                                                   | テレビアニメ『犬になったら好きな人に拾われた。』関連曲                         |

### ゲームボーカル
- ワルキューレロマンツェ 少女騎士物語
  - 挿入歌1「Shooting the future」
    - 作詞：佐咲紗花 / 作曲・編曲：東タカゴー

  - 挿入歌2「Mind Squall」
    - 作詞：佐咲紗花 / 作曲・編曲：斎藤悠弥
- Gift -prism-
  - オープニングテーマ「Rainbow happiness」
    - 作詞：永原さくら / 作曲・編曲：Team.ねこかん[猫]
- 木洩れ陽のノスタルジーカ
  - オープニングテーマ「Eternal Wish」
    - 作詞：Le fleur / 作曲：斎藤悠弥 / 編曲：斎藤悠弥、田中潤也
- ハルキス
  - イメージソング「4 Seasons」
    - 作詞：RUCCA / 作曲・編曲：喜多智弘（Elements Garden）
- あやかしコントラクト
  - 霧生碧エンディングテーマ「fly away」
    - 作詞：天ヶ咲麗 / 作曲・編曲：橋咲透
- カスタムメイド3D2
  - 主題歌「ドキドキ ☆ Fallin’ Love」
    - 作詞・作曲：坂本概阿
- 月に寄りそう乙女の作法2.1 E×S×PAR!!
  - パル子イメージソング「未来永劫」
    - 作詞：西又葵 / 作曲・編曲：矢鴇つかさ（Arte Refact）
- さくら、もゆ。-as the Night's, Reincarnation-
  - 1stOP「さくら、Reincarnation」
    - 作詞：山本美禰子 / 作曲・編曲：石倉誉之、小高光太郎
- ジュエリー・ハーツ・アカデミア -We will wing wonder world-[14]
  - 2ndOP「Will of Adamant」
    - 作詞：KyoKa / 作曲・編曲：藤井稿太郎

## ライブ
- SASAKI SAYAKA スペシャルライヴ in ヨッケ（Studio Bar Yokke、2009年12月11日）
- 佐咲紗花 凱旋ライヴ〜アニソンあんどアイマスあんどボカロ祭り ぽろりもあるよ〜（Studio Bar Yokke、2010年3月27日）
- Lucky☆Racer/Real Star☆ 発売記念イベント（Studio Bar Yokke、2010年6月27日）
- 佐咲紗花 ワンマンライヴ第三弾〜夏の陣〜（Studio Bar Yokke、2010年7月18日/秋田Club SWINDLE、2010年7月19日）
- 海の日ワンマンライヴDVD上映会（Studio Bar Yokke、2010年10月17日）
- 佐咲紗花クリスマスパーティー2010＠Yokke（Studio Bar Yokke、2010年12月25日）
- 佐咲紗花 1st Anniversary Live 〜1年分の握手を交わそう♪感謝祭〜（恵比寿LIVE GATE、2011年2月5日・2月6日）
- 佐咲紗花 fly away t.p.s.発売記念インストアイベント（2011年3月5日、AKIHABARAゲーマーズ本店）
- 佐咲紗花 1st Anniversary Live 秋田凱旋お花見公演〜1年分の握手を交わそう♪爆熱感謝祭〜（秋田 Club SWINDLE、2011年4月30日）
- 佐咲紗花 バースデーパーティー2011〜にっくにくにしてやんよー♪29祭〜（秋田 ＠JAM HOUSE、2011年6月26日）
- 佐咲紗花 LIVE Link to YOU 01（原宿 アストロホール、2011年10月15日）
- 佐咲紗花 「Starting Again」発売記念ミニライブ（未来研究所ファンシアター、2011年11月5日）
- 佐咲紗花クリスマスパーティ2011〜一緒に居れば寒くないんだからねっ〜（秋田 ＠JAM HOUSE、2011年12月18日）
- 佐咲紗花 LIVE TOUR 01 Link to You -sympathetic world-（大阪 FANJ twice、2012年1月28日/名古屋 ell.FITS ALL、2012年1月29日/東京、恵比寿 LIQUIDROOM、2012年2月5日/追加公演ファイナル 秋田 SWINDLE、2012年2月11日）
- 佐咲紗花 バレンタインパーティ & ライブツアー反省会 （秋田 ＠JAM HOUSE、2012年02月12日）
- 佐咲紗花 LIVE 2013 Link to You 02〜Super Shiny Sensation!!!〜（東京・渋谷WWW　2013年1月19日）
- 佐咲紗花 LIVE TOUR 2013 Link to You -Daybreaker-（郡山･CLUB#9 2013年7月15日/大阪MUSE 2013年7月20日/下北沢Garden 2013年7月27日）

### 主な出演イベント
- ANIMAX MUSIX－FALL2009－ supported by スカパー（STUDIO COAST、2009年11月1日）
- ANIMAX MUSIX SPRING 2010（JCBホール、2010年5月15日・5月16日）
- ANIMAX MUSIX FALL 2010（横浜アリーナ、2010年11月3日）
- Animelo Summer Live 2011 -rainbow-（さいたまスーパーアリーナ、2011年8月27日[15]）
- ANIMAX MUSIX 2011（横浜アリーナ、2011年11月23日[16]）
- Animelo Summer Live 2019 -STORY-（さいたまスーパーアリーナ、2019年8月30日[17]）

## 出演

### テレビ
- ANIMAX MUSIC -FALL2009- supported by スカパー（スカパー!・スカパーe2、2009年12月12日/ANIMAX、2010年1月3日）
- 全日本アニソングランプリ特別番組〜プロデビューへの道〜（ANIMAX、2010年1月3日）
- MUSIX SPRING 2010（ANIMAX、2010年8月21日・9月5日）
- 第4回アニソングランプリ決勝大会（ANIMAX、2010年10月24日）
- アニマックスクリスマスパーティー（ANIMAX、2010年12月23日）
- キングラン アニソン紅白2010 supported by スカパー!（スカパー!他、2010年12月31日）
- ANIMAX MUSIX 2010 FALL（ANIMAX、2011年1月16日・1月23日・1月30日）
- 牙狼〈GARO〉金狼感謝祭2017生放送 (2017年11月23日、ファミリー劇場HD)

### テレビアニメ
- 牙狼 -紅蓮ノ月-（2015年）稲荷（空）

### テレビドラマ
- ウルトラマンタイガ 第25話（2019年）変身怪人ピット星人の声

### 映画
- 牙狼〈GARO〉 神ノ牙-KAMINOKIBA-（2018年）リンザ

### ラジオ
- 佐咲紗花の花咲キラジオ（茨城放送 2014年4月5日 - 、秋田放送 2022年4月3日 - )[注 2]

### インターネット番組
- 電波研究社（ニコニコ生放送、2011年1月6日 - 1月27日 1月度レギュラー）
- 佐咲紗花 1st Anniversary Live〜1年分の握手を交わそう♪感謝祭〜生中継!!（ニコニコ生放送、2011年2月6日）

### ミュージカル
- 悪ノ娘（東京・草月ホール、2021年10月8日 - 12日） - エルルカ 役[注 3][6]

### ユニットメンバー
1. ↑  鵜殿麻由、佐藤依莉子
2. ↑  大橋彩香、佐咲紗花、鵜殿麻由、佐藤依莉子